# 나가토 가쓰야
나가토 가쓰야(일본어: 永戸 勝也, 1995년 1월 15일 ~ )는 일본의 축구 선수이다. 현재 J1리그의 요코하마 F. 마리노스에서 뛰고 있다.

## 구단 경력
그는 2017년 J1리그의 베갈타 센다이에 입단했다. 2018년에 천황배 준우승. 2019년까지 76경기에 출전하여, 2득점을 넣었다. 2020년 가시마 앤틀러스로 이적했다. 2022년 J1리그의 요코하마 F. 마리노스로 이적했다. 2022년에 J1리그 우승, 2023년에 J1리그 준우승을 차지했다.

## 수상 내역

### 클럽
베갈타 센다이
- 엠퍼러스 컵 : 2018 준우승

요코하마 F. 마리노스
- J1 리그 : 2022[1]
- 일본 슈퍼컵 : 2023[2]

### 개인
- J.리그 우수선수상: 2022년[3]